# Helvey Laura

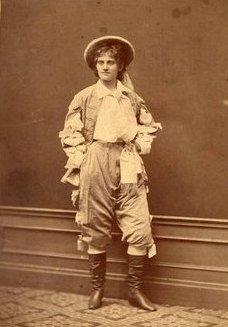
Helvey Laura kb. 25 éves korában ismeretlen szerepben

Urváry Lajosné Helvey Laura (Arad, 1852. december 10. – Budapest, 1931. február 2.) drámai színésznő. Helvey Ilka és Helvey Irén testvére.

## Élete
Születésekor apja, Helvey (1845-ig Schweitzer) Zsigmond uradalmi jószágigazgató volt Aradon. Szülővárosában, majd Budapesten nevelkedett, mivel nagy hajlamot érezett a szini pálya iránt, 1867-ben a színi tanodába jelentkezett, ahol Paulay Ede, Szigeti József és Gyulai Pál tanítványa lett, melynek elvégzése után 1870-ben a Nemzeti Színházhoz szerződtették. Már a vizsgaelőadáson feltűnést keltett a Faust Margit szerepében. 1870. április 1-én lépett először az ország első színpadára, Ernest Legouvé Rang és szerelem c. színművében. 1885. június 29-én feleségül ment Urváry Lajoshoz, a Pesti Napló felelős szerkesztőjéhez, aki azonban öt évi házasélet után elhunyt. 
Eleinte főként drámai hősnőket játszott; Desdemondt, Ophéliát, Cordeliát, Mirandát (Shakespeare színműveiben), valamint Ledért a Csongor és Tünde (Vörösmarty) bemutatóján. Fellépett Shakespeare-szerepekben is, de Molière nőalakjai álltak hozzá a legközelebb. A beszéd hivatott művésze volt, mesterien bánt a hangjával, az érzelmeket, indulatokat nem hangerővel, hanem árnyalt dinamikával fejezte ki. Legsajátabb területe a modern, fölényes szellemű nagyvilági nő alakítása. Idősebb korában a Wilde-darabok öreg dámáit játszotta.
A Schöpflin-féle Magyar színművészeti lexikon következőket írja róla: "A sajtó elismerte, a közönség az »Isteni Laura« néven becézte. Ez volt az ő fénykora. Később, haladó életkorával, könnyen siklott át más szerepkörre, anélkül, hogy művészi színvonala lejjebb csúszott volna. Mert ő, aki a drámai helyzetekben a modern ember felindulásait, ideges ingerültségét és lelki vívódásait olyan híven tükrözte vissza, a társalgás művészetében is éppen olyan művészi készséget árult el, sőt színpadi pályája utolsó évtizedében néhány komikus és groteszk nőalak ábrázolásával mély komikai erejéről e humoráról is erős tanúbizonyságot állított. Széles skálájú művésznő volt. Akármit játszott, igaz volt mindig és finom."
1909. április elején a Nemzeti Színház örökös tagjának nevezték ki. 1910. április 1-én a Kiskirályok c. vígjáték Mimi hercegnő szerepében ünnepelte a Nemzeti Színház Helvey Laura 40 éves színművészeti jubileumát. Negyven évet töltött a színipályán s mind a negyvenet a Nemzeti Színház művészi együttesében. 1914-ben vonult vissza, Budapesten, 1931. február 2-án, 78 évesen érte a halál.

## Főbb szerepei
- Cordélia (Shakespeare: Lear király)
- Céliméne (Molière: A mizantróp)
- Dóra (Sardou)
- Elza (Csiky Gergely: A proletárok)
- Eszter (Csiky Gergely: Cifra nyomorúság)
- Fedora (Sardou)
- Athénais (Georges Ohnet: A vasgyáros)
- Smithné (ifj. Dumas: Francillon)
- Pepa (Pailleron: Az egér)
- Lindené (Ibsen: Nóra)
- Langeacné (Wolff: A titok)
- Lady Markby (Wilde: Az eszményi férj)